# Constance M. Burge
Constance M. Burge (Philadelphia (Pennsylvania), 6 augustus 1957) is de bedenker van de Amerikaanse televisieserie Charmed en de minder bekende serie Savannah. Burge was ook schrijver voor series zoals Judging Amy, Ally McBeal en Boston Public. Ze was ook de producente voor verscheidene series. Ze verliet haar positie als producente van Charmed na een discussie met collega-producent en schrijver Brad Kern. Burge bleef echter nog een executive consultant tot het vierde seizoen waarna ze de serie verliet. Burge werkt momenteel als consulting producer voor USA Networks Royal Pains en als schrijver voor In Plain Sight.
In maart 2011 werd bekendgemaakt dat Burge CBS voor de rechter sleept omdat ze een deel van haar inkomen niet betaald kreeg. Dit zou komen door een slordige boekhouding van CBS.

## Filmografie

### Schrijver
- Charmed (1998–2006)
- Judging Amy (2004–2005)
- Ally McBeal (2002)
- Boston Public (2000; hired by David E. Kelley)
- Savannah (1996)
- In Plain Sight (2008)
- Royal Pains (2009)

### Maker
- Charmed (1998–2006)
- Savannah (1996)

### Producent
- Royal Pains (2009)
- In Plain Sight (2008)
- Eureka (Consulting Producer) (2008)
- Sugar Rush (2005)
- Judging Amy (2004–2005)
- Garden Giants: Still Growing (2005)
- CMT Got Me In With The Band (2004)
- Ally McBeal (2001–2002)
- Boston Public (2000)
- Ed (2000)
- Charmed (1998–2000)
- Savannah (1996)